# Paullinia dodgei
Paullinia dodgei är en kinesträdsväxtart som beskrevs av Standley. Paullinia dodgei ingår i släktet Paullinia och familjen kinesträdsväxter. Inga underarter finns listade i Catalogue of Life.